# Carles Benavent Guinart
Carles Benavent Guinart (Barcelona, 1 de març de 1954) és un baixista i mandolista català. La seva principal aportació ha estat la definició del paper estètic i tímbric del baix elèctric en el flamenc, amb el sextet de Paco de Lucía a principis dels anys 80. A més de Paco de Lucía, ha acompanyat, entre d'altres, a Miles Davis, Chick Corea i Camarón de la Isla. És un dels exponents de la guitarra catalana.

## Biografia
Va néixer l'1 de març de 1954 al Passatge Prunera, al Poble Sec de Barcelona. Als 13 anys s'inicia en el baix de manera autodidacta i forma el trio de blues 'Crack' amb Salvador Font i Emili Baleriola. Dos anys més tard aquests tres músics es van afegir a Enric Herrera per a formar part del grup Máquina!. En aquesta època s'interessa pel contrabaix, estudiant dos anys al Conservatori amb el Mestre Ferran Sala, alhora que continua tocant el baix elèctric amb grups de jazz i música brasilera. El 1975 funda, amb Joan Albert Amargós, Salvador Font, Luigi Cabanach i Lucky Guri el grup Música Urbana. En aquesta època, influenciat per les innovacions de Jaco Pastorius, decideix treure-li els trasts al seu baix Gibson. A finals dels 70 Amargós li regala una mandolina, i, interessat per l'instrument, descobreix l'existència de la mandola, que li agrada més per la mida de l'instrument i la tessitura. Des d'aleshores també toca aquest instrument.
El 1980 entra a formar part de l'innovador grup de Paco de Lucía, enregistrant el disc 'Solo quiero caminar' (1981), que redefiniria l'estètica del flamenc amb la major presència del baix i els saxos i flautes, i la incorporació del cajón. Aquesta col·laboració duraria fins a l'any 2001, generant fins a cinc discs i portant-lo a recórrer tot el món en diferents gires. Tocar amb Paco de Lucía li obre les portes al món del flamenc, que encara no acceptava el baix elèctric com a instrument propi, tot i que artistes com el mateix de Lucía a 'Fuente y caudal' (1973) o Camarón a 'La leyenda del tiempo' (1979) ja l'havien fet servir. Amb la primera aparició de Benavent amb Camarón de la Isla, al disc 'Calle Real' (1983) es trenca aquesta barrera, i el so del baix elèctric tal com el toca Benavent passa a ser un element habitual en l'estil.
El 1982 col·labora, juntament amb Paco de Lucía, en el disc 'Touchstone' del pianista Chick Corea, qui li demana que s'afegeixi al seu quintet, amb el que enregistraran 'Again & Again' (1983). Treballar amb un dels grans noms del jazz el posa en contacte amb una sèrie de músics amb qui col·laborarà freqüentment a partir d'aquest moment. El 1983 publica el seu primer disc com a solista, titulat simplement 'Carles Benavent'. Alhora col·labora en un quintet liderat per Jorge Pardo (el saxofonista del sextet de Lucía), amb qui grava dos discs, 'Blau' (1982) i 'El canto de los guerreros' (1984).
El 1986 rep el premi especial de la crítica atorgat per RNE, RTVE i la revista Quártica Jazz. El 1991 toca en un concert d'homenatge a Gil Evans amb Miles Davis i Quincy Jones al festival de jazz de Montreux, també enregistrat en un disc (Live in Montreux). El 1992 inicia, amb el disc 'Utopía', la seva col·laboració amb el cantautor Joan Manuel Serrat. Aquest mateix any grava amb Albert Pla 'No sólo de rumba vive el hombre'. El 1994 és escollit millor músic de jazz de l'any per la Generalitat de Catalunya. El 1995 edita el seu quart disc com a solista ('Agüita que corre'). El 4 d'abril d'aquest any pateix un greu accident de cotxe que el mantindrà allunyat dels escenaris durant un any. El 2002 edita el seu setè disc ('Aigua'), guardonat com a millor disc de jazz de l'any pels 'Premios de la Música'. El 2004 torna a treballar amb Chick Corea, gravant dos discs més, 'Rhumba Flamenco' (2005) i 'The Ultimate Adventure'(2006).

## Discografia seleccionada
- Carles Benavent (Nuevos Medios 1983)
- Mantequilla. Carles Benavent – Salvador Font (1983)
- Dos de copas.Carles Benavent – Joan Albert Amargós (Nuevos Medios 1985)
- Peaches whith Salt .(Frog Records Germany 1985)
- Colors. Carles Benavent – Joan Albert Amargós (Nuevos Medios 1991)
- Agüita que corre (Nuevos Medios 1995)
- Fénix (Nuevos Medios 1997)
- Aigua (Nuevos Medios 2001)

Amb Màquina!
- Màquina! - En directo (Als 4 vents, 1972)

Amb Música Urbana
- Música Urbana (Edigsa, 1977)
- II (Edigsa, 1978)
- Iberia (RCA, 1978).

Amb Paco de Lucía
- Solo quiero caminar (Philips, 1981)
- Live... One Summer Night (Philips, 1984)
- Zyryab (PolyGram, 1990)
- Live in America (PolyGram, 1993)
- Luzía (1998)

Amb Jorge Pardo
- Blau. (Blau 1982)
- El canto de los guerreros (1984)
- Las cigarras son quizás sordas .(Nuevos Medios 1991)
- Veloz hacia su sino. (Nuevos Medios 1993)
- 2332
- Mira

Amb Chick Corea
- Touchstone. (GRP 1982)
- Again and again. (GRP 1983)
- Rhumba & Flamenco (2005)
- The Ultimate Adventure (2006)

Amb Miles Davis
- Live in Montreaux .(Warner 1993)

Amb Gil Goldstein
- Zebra Coast.(Blue Note 1991)

Amb Jazzpaña
- Jazzpaña. (Nuevos Medios 1993)

Amb Camarón de la Isla
- Calle Real. (Polygram 1983)
- Soy gitano. (Polygram 1989)
- Viviré. (Polygram 1990)
- Potro de rabia y miel .(Polygram 1992)

Amb Max Sunyer
- Babel (1979)
- Jocs privats (1980)
- Trio (1983)
- Sal marina (1989)
- Nómades (1992)
- Black Coral (1995)

Amb Joan Manuel Serrat
- Utopía
- Nadie es perfecto
- Cansiones
- Versos en la boca

Amb Tino di Geraldo
- Burlerías
- Flamenco lo serás tú
- Tino